# Shōtoku (cesarzowa)
Cesarzowa Shōtoku (jap. 称徳天皇 Shōtoku tennō) znana także jako cesarzowa Kōken (jap. 孝謙天皇 Kōken tennō) – dwukrotna cesarzowa-władczyni Japonii (46. i 48.).
Urodziła się w 718 r. jako księżniczka Abe, córka cesarza Shōmu. Po raz pierwszy tron cesarski objęła po jego abdykacji w 749 r. jako cesarzowa Kōken. Po sześciu latach abdykowała na korzyść swojego kuzyna – księcia Ōi, który przyjął imię Junnin.
Uleczona przez mnicha buddyjskiego Dōkyō z nieznanej choroby, została mniszką, nie zrezygnowała jednak z aspiracji do władzy. W 762 r. przejęła ster rządów pozostawiając Junninowi jedynie funkcje ceremonialne. W 764 r. wybuchł bunt Oshikatsu (wcześniej znanego jako Nakamaro Fujiwara), w wyniku którego Oshikatsu został zabity, Junnin zdetronizowany i zesłany na wyspę Awaji, do której nie dopłynął, bo zmarł po drodze w podejrzanych okolicznościach. Kōken ponownie objęła tron jako cesarzowa Shōtoku. Chcąc pokazać swoją pobożność zamówiła wykonanie miliona drewnianych stup (trzykondygnacyjnych o wysokości 15 cm i szerokości 12 cm) i przekazała je dziesięciu największym świątyniom buddyjskim w kraju. W każdej stupie umieszczone były sutry będące aktualnie najstarszymi zachowanymi pismami drukowanymi w Japonii.
W trakcie drugiego panowania obsypywała Dōkyō tytułami i władzą. Ich romans o charakterze skandalu zrodził bardzo silne uprzedzenia do kobiet na tronie i wpływowych politycznie mnichów. Z czasem Dōkyō zażądał dla siebie pozycji cesarza, powołując się na wieszczy sen, w którym występował bóg Hachiman, czym wywołał żywe oburzenie wśród arystokracji dworskiej. Pod naciskiem opinii arystokracji cesarzowa wysłała posła (Kiyomaro Wake) do głównego chramu Hachimana w Usa. Odpowiedź niedwuznacznie stwierdzała, że cesarzem może być jedynie potomek rodu Yamato, przez co mnich stracił twarz.
Zmarła w 770 r. na ospę. Wraz ze śmiercią cesarzowej wygasła linia założona przez cesarza Temmu.
Mnich Dōkyō został skazany na banicję. Zmarł dwa lata po Shōtoku.